# Johan van Lochteren Stakebrant
Johan Willem Anthony Jacob van Lochteren Stakebrant (Steenderen, 16 februari 1758 – Zwolle, 21 februari 1826) was een Nederlands bestuurder, militair en politicus.

## Levensloop
Johan van Lochteren Stakebrant werd geboren als een zoon van Johan Hendrik van Lochteren Stakebrant en Clara Maria Muys. Hij begon zijn carrière als officier. Daarna werd hij luitenant-kolonel bij de gewapende burgerwacht van Overijssel. Vanaf 1799 was hij daar kolonel. Van februari 1803 tot juli 1805 was van Lochteren Stakebrant werkzaam als lid van de rekenkamer van Overijssel. Van augustus 1805 tot mei 1807 functioneerde hij als lid van het bestuur van Overijssel en van 15 november 1808 tot 27 juli 1810 was van Lochteren Stakebrant lid van het Wetgevend Lichaam voor het departement Overijssel. Van 1814 tot september 1819 was hij werkzaam als lid van de Provinciale Staten van Overijssel. Van 19 oktober 1819 tot 21 februari 1826 was hij lid van de Tweede Kamer der Staten-Generaal.
Op 3 juli 1787 te Ommen trouwde hij met Christina van Muyden en samen hadden ze een dochter.